# عبد الرزاق حسين
عبد الرزاق الحاج عبد الرحيم حسين (8 أبريل 1949) أكاديمي أدبي وكاتب قصصي وشاعر أردني من أصل فلسطيني. ولد في القدس. حصل على شهادة الدكتوراه في اللغة العربية من جامعة القاهرة سنة 1981. عمل أستاذًا للأدب العربي بجامعات تيارت بالجزائر والإمام محمد بن سعود بالرياض وكلية الشريعة بالإحساء، ثم جامعة الملك فهد بظهران من عام 2001. له مؤلفات كثيرة، ومجموعات شعرية وقصص قصيرة للأطفال والعديد من الدراسات في التاريخ الأدب العربي والإسلامي وأدب طفل. 

## سيرته
ولد عبد الرزاق الحاج عبد الرحيم حسين يوم 8 أبريل 1949/ 10 جمادى الآخرة 1368 في القدس أثناء الإدارة الأردنية للضفة الغربية. درس المرحلتين الابتدائية والاعدادية في بلدته زيتا وفي قرية جماعين في قضاء نابلس. أتم دراسته الثانوية في عمان سنة 1968. حصل على الليسانس في اللغة العربية من بيروت سنة 1972، والماجستير من كلية اللغة بجامعة الأزهر بالقاهرة سنة 1975، والدكتوراه من كلية نفسها سنة 1981.

عمل في وزارة التربية بالكويت حتى 1980 ثم في جامعات تيارت بالجزائر لمدة عام 1981-1982، ثم في جامعة الإمام محمد بن سعود بالرياض 1982 - 1985، ثم أستاذًا مشاركًا في كلية الشريعة بالإحساء 1985 - 2001، ثم أستاذً لأدب العربي بجامعة الملك فهد للبترول والمعادن بظهران من عام 2001. 
هو عضو في رابطة الأدب الإسلامي العالمية.

## جوائزه وتكريمه
- جائزة في القصة القصيرة لنادي القصيم الأدبي
- جائزة في القصة القصيرة لنادي أبها الأدبي
- جائزة أبها الثقافية لأدب الأطفال عن رؤية في أدب الأطفال [5]

## مؤلفاته
له مؤلفات كثيرة 
- «دوائر القمر»، 1994
- «أغنية للزيتو»، 2002
- «ردّوا الخيول»، 2003
- «من يوميات قاتل محترف»، 2004
- «إليكِ أُسْرِيَ بي»، 2011
- «ديوان بوابة العشق»، 2013

من مجموعاته الشعرية للأطفال:
- «معاً إلى القدس»، 1988
- «أعطر السِّير»، سيرة النبي محمد شعراً، 1992
- «أغاني الحروف

من مجموعاته القصصية:
- «بسام يعود عندما يكتمل القمر»، 1988
- «الصراع»، 1988
- «الكنتي»، 2011

من قصصه للأطفال:
- «أسد الإسلام»، 1987
- «أبو محجن خلف القضبان»
- «جرعة إيمان»
- «البصير»
- «أصحاب البستان »
- «الساقية»، 1994
- «مهاجرات إلى الله»، 1994 في أربعة أجزاء
- «الخادم الصغير»، 1999
- «الحيوانات تتكلم وتتألّم»، سلسلة قصص، 2004
- « ثمان قصص»،  سلسلة قصص من التراث العربي، 2010

من رواياته :
- «الرجل الظل»، 1988
- «عصفور البحري»، 2003
- «عودة ابن العلقمي»، 2012

وله بحوث أكاديمية وندوات ومؤتمرات عديدة في الأدب وتاريخه. وحقق عددًا من الكتب، منها:
- «المختار من شعر شعراء الأندلس لابن منجب الصيرفي»، 1985
- «الأمثال والحكم للرازي»، 1986
- «غريب القرآن وتفسيره لابن اليزيدي»، 1986
- «فهرس المخطوطات المصورة في الأدب والبلاغة والنقد»، 1987
- «الشعور بالعور للصفدي»، 1988
- « ديوان ابن سنان الخفاجي»، 1988
- «المنتخب والمختار في النوادر والأشعار لابن منظور»،  1994
- «فرائد الخرائد في الأمثال للخويي»، 1996
- «ديوان الغزي»

من مؤلفاته في موضوعات الأخرى:
- «علقمة بن عبدة الفحل حياته وشعره»، 1986
- «شعر الخوارج: دراسة موضوعية فنية»،  1986
- «التنازع على الشعراء في الخليج والجزيرة»، 1985
- «الإسلام والطفل»، 1989
- «الأطفال في التراث العربي»، 1991م
- «الأدب العربي في جزر البليار»، 1994
- «رؤية في أدب الأطفال»، 1997
- « في النص الجاهلي»،  1998
- «في النص الإسلامي والأموي»، بالاشتراك، 1989
- «فن النثر المتجدد»، 1998
- «الإعاقة في الأدب العربي»، 1999
- «في النص العباسي والأندلسي:دراسة تحليلية»، 2001
- «الأندلس في الشعر العربي المعاصر، دراسة»، 2004
- «الأندلس في القصيدة المعاصرة:مختارات»، 2004
- «مكة المكرمة في عيون الشعراء»، 2005
- «الكتابة بين الموضوع والفن»، 2007
- «عاشق الأحساء:دراسة في دوواين الشاعر يوسف عبد اللطيف أبو سعد»، 2008
- «مهارات الاتصال اللغوي»، 2010
- «ارحل»، 20130